# Tabanocella paulyi
Tabanocella paulyi är en tvåvingeart som beskrevs av Leclercq 1988. Tabanocella paulyi ingår i släktet Tabanocella och familjen bromsar.
Artens utbredningsområde är Gabon. Inga underarter finns listade i Catalogue of Life.